# Silvano Goretti
Silvano Goretti (28 marzo 1962 – 26 agosto 1989) è stato un calciatore belga, di ruolo centrocampista.

## Biografia
Aveva origini italiane.

## Carriera
Nella stagione 1979-1980 fa parte della rosa del Charleroi, nella prima divisione belga, senza però esordire in campionato; l'anno seguente gioca nel Montignies-sur-Sambre, mentre dal 1981 al 1985 milita nuovamente nel Charleroi, con cui disputa quattro campionati consecutivi nella seconda divisione belga.
Nel 1985 viene ceduto alla formazione del Malines, con la quale nel corso del campionato 1985-1986 gioca da titolare, terminando la stagione con 27 presenze e 3 reti in prima divisione. A fine anno viene ceduto al RWD Molenbeek, altra formazione di massima serie, con la quale nel corso del campionato 1986-1987 gioca 8 partite senza mai segnare, arrivando quindi ad un bilancio totale di 35 presenze e 3 reti in carriera in prima divisione. Nella stagione 1987-1988 gioca in seconda divisione col Racing Mechelen, mentre nell'annata 1988-1989 veste la maglia del R.O.C. de Charleroi-Marchienne. Nello stesso 1989 viene messo sotto contratto dal Namur, club di terza divisione, ultima squadra ad averlo tesserato prima della sua morte, avvenuta durante l'estate di quell'anno.